# Tacumshane
Tacumshane (en irlandés: Teach Coimseáin) es un pequeño pueblo en el sureste del condado de Wexford, Irlanda. Se encuentra a 15 km al sur de la ciudad de Wexford.

## Nombre
El nombre oficial del pueblo es Tacumshane. En irlandés se llama Teach Coimseáin (Casa de Seán). El nombre del pueblo a menudo se escribe mal como "Tacumshin" en lugar de "Tacumshane". El lago y la ciudad se escriben "Tacumshin", mientras que el pueblo y la parroquia se escriben "Tacumshane". A unas dos millas de distancia se encuentra el pueblo de Churchtown, que una vez se llamó Tacumshane. Es donde estuvo el castillo de Tacumshane hasta que fue demolido en 1984 por un agricultor local. The Fence es el townland ubicado hoy en el pueblo de Tacumshane.

## Molino de viento Tacumshane
El molino de viento fue construido en 1846 por Nicolás Morán y estuvo en uso hasta 1936, convirtiéndose en el último molino de viento de la República en funcionar comercialmente. Fue renovado en la década de 1950. Es el molino de viento en funcionamiento más antiguo de Irlanda. El acceso se gestiona a través del pub cercano, The Millhouse Bar.

## Lago Tacumshin
El Lago Tacumshin o Lough, como se lo conoce localmente, tiene un tamaño de 1100 acres y está designado como Área de Protección Especial (SPA) por los Servicios de Parques Nacionales y Vida Silvestre. Cerrado naturalmente desde 1972, con una barrera de dunas. En la década de 1970 se construyó un sistema de mareas conocido localmente como "el túnel" que hizo que tuviera mareas. En la década de 1990 se construyó un nuevo sistema. El lago Tachumshin es uno de los favoritos entre los observadores de aves. Atrae algunas aves zancudas americanas raras en otoño, así como concentraciones de importancia internacional de cisnes de Bewick, gansos de Brent, silbones, ostreros, chorlitejos dorados y avefrías.

## Transporte
La ruta 378 del autobús Éireann sirve a Tacumshane sólo los viernes y proporciona un enlace hacia y desde Wexford. Su terminal está en la estación de tren de Wexford.
- John Barry (oficial naval) A menudo se le acredita como "El padre de la Marina estadounidense". Nacido en una granja alquilada con techo de paja, en el entonces Townland de Ballysampson de 152 acres,[5][6] emigraría en la década de 1760 y sería nombrado Capitán de la Marina Continental el 7 de diciembre de 1775.
- John Meyler (nacido en 1956 en Tacumshane, condado de Wexford) es un entrenador de hurling irlandés y exjugador. Jugó hurling con los clubes locales Our Lady's Island y St. Finbarr's y con los equipos senior entre condados de Wexford y Cork desde 1973 hasta 1987. Más tarde, Meyler se desempeñó como gerente de los equipos senior entre condados de Kerry, Wexford y Cork desde la década de 1990 hasta la actualidad.